# 1824
1824 (MDCCCXXIV) a fost un an bisect al calendarului gregorian, care a început într-o zi de joi.

## Evenimente

### Ianuarie
- 8 ianuarie: După multe controverse, Michael Faraday este ales membru al Societății Regale cu numai un vot împotriva sa.

### Februarie
- 17 februarie: Simón Bolívar devine al 6-lea președinte al statului Peru (până în 1827).

### Aprilie
- 1 aprilie: Domnitorul Grigore al IV-lea Ghica (Grigore Dimitrie Ghica) aprobă propunerea arhitectului Hartl și a inginerului Freiwald de pavare a străzilor bucureștene cu piatră cioplită. Pavarea străzilor Bucureștiului va continua susținut pe toată durata domniei lui Grigore Ghica (1822-1828).

### Septembrie
- 16 septembrie: Carol al X-lea îi succede lui Ludovic al XVIII-lea al Franței.

### Nedatate
- A început primul război anglo-birmanez (1824-1826).
- Cimentul de Portland. Este invenția lui Joseph Aspdin, denumit după asemănarea cu piatra de var ce se găsește în insula Portland, Anglia.
- Louis Braille a inventat Sistemul de scriere și tipărire pentru nevăzători. Sistemul se bazează pe o matrice de șase puncte aranjate pe două coloane de câte trei puncte, formând 63 de combinații posibile.
- Partidul Democrat (The Democratic Party) din SUA, cu sediul în Washington D.C.

## Arte, științe, literatură și filozofie
- 7 mai: Simfonia a IX-a în Do Minor de Ludwig van Beethoven a avut premiera la Viena.
- Eugène Delacroix pictează Măcelul din Chios.

## Nașteri
- 2 martie: Bedřich Smetana, compozitor ceh (d. 1884)
- 12 martie: Gustav Robert Kirchhoff, fizician german (d. 1887)
- 24 aprilie: Zsigmond Ács, scriitor și traducător maghiar (d. 1898)
- 18 mai: Alexandru Petrino, politician și patriot român, deputat în Dieta Bucovinei și în Consiliul Imperial Austriac, Ministru al Agriculturii al Imperiului Austriac (d. 1899)
- 14 iulie: Károly Ács, scriitor, poet și traducător maghiar (d. 1894)
- 27 iulie: Alexandre Dumas (fiul), scriitor francez (d. 1895)
- 2 august: Francisca a Braziliei, fiica împăratului Pedro I al Braziliei (d. 1898)
- 27 august: Joseph Marlin, scriitor și jurnalist german originar din Transilvania (d. 1849)
- 4 septembrie: Joseph Anton Bruckner, compozitor austriac (d. 1896)
- 10 septembrie: Avram Iancu, avocat român, unul dintre conducătorii Revoluției de la 1848 din Transilvania (d. 1872)

## Decese
- 26 ianuarie: Théodore Géricault (n. Jean-Louis-André-Théodore Gericault), 32 ani, pictor francez (n. 1791)
- 19 aprilie: Lord Byron (n. George Gordon Noel Byron), 36 ani, poet englez , 36 de ani (n. 1788)
- 16 septembrie: Ludovic al XVIII-lea al Franței (n. Louis-Stanislas-Xavier de France), 68 ani (n. 1755)
- 11 octombrie: Prințesa Maria Ana de Savoia (n. Maria Anna Carlota Gabriela di Savoia), 66 ani (n. 1757)